# Gbadolite
Gbadolite è una città ed un territorio della Repubblica Democratica del Congo, la città è il capoluogo della Provincia del Nord Ubangi. Secondo il censimento del 1984 aveva 27.063 abitanti, mentre stime del 2004 indicano 42.647 abitanti.
Si trova nel Congo settentrionale, poco a sud del fiume Ubangi che segna il confine con la Repubblica Centrafricana.
La città è servita dall'aeroporto Gbadolite (IATA: BDT, ICAO: FZFD).